# Phyllomacromia kimminsi
Phyllomacromia kimminsi é uma espécie de libelinha da família Corduliidae.
Pode ser encontrada nos seguintes países: Botswana, Costa do Marfim, Quénia, Serra Leoa, Uganda e Zâmbia.
Os seus habitats naturais são: florestas subtropicais ou tropicais húmidas de baixa altitude e rios.